# 衝撃スクープ裏のウラ 全部ホンモノ最強版
『衝撃スクープ裏のウラ 全部ホンモノ最強版!!』（しょうげきスクープうらのうら ぜんぶほんものさいきょうばん）は、日本テレビで 2002年12月17日から2010年3月18日までの8年間、不定期に放送されていた特別番組である。 内容は、世界中から集めて来た事件・事故などの映像を紹介するとともに、映像に出た主人公をスタジオに招くコーナーもある。なお、この番組は毎回15%台の高視聴率を記録している。以前のタイトルは、最強版ではなく決定版だった。

## 主なコーナー
- 衝撃の瞬間
- スクープ映像の裏側
- 衝撃の瞬間 これが現場だ
- 衝撃!監視カメラは見た
- 放送中のハプニング
- まさか!そんなこと…
- ありえな～い!そんなこと

## 放送日
- 第1弾 : 2002年12月17日（火）21:00 - 22:54
- 第2弾 : 2003年9月23日（火）21:00 - 22:54【視聴率：16.2%】
- 第3弾 : 2004年9月23日（木）21:00 - 22:48【視聴率：15.9%】
- 第4弾 : 2005年10月8日（土）21:00 - 22:48【視聴率：17.3%】
- 第5弾 : 2006年10月7日（土）21:00 - 22:48【視聴率：17.7%】
- 第6弾 : 2007年10月25日（木）モクスペ枠【視聴率：17.3%】
- 第7弾 : 2008年4月17日（木）モクスペ枠【視聴率：14.2%】
- 第8弾 : 2008年11月20日（木）モクスペ枠【視聴率：16.5%】
- 第9弾：2009年4月14日（火）21:00 - 22:54【視聴率：14.6%】
- 第10弾：2010年3月18日（木）19:00 - 20:54【視聴率：13.3%】
  - ※視聴率はビデオリサーチ（関東地区）調べ

## 出演

### 司会
- みのもんた
- 久保純子（サブ司会、第10弾）

### 準レギュラー
- 志村けん
- 柴田理恵

### ナレーション
- 槇大輔
- 垂木勉
- 杉本るみ
- 林田尚親

## スタッフ

### 第10回時点
- 構成：沢口義明（第1回-）、田中直人（第1回-）、上野耕平、照井良平（共に第6回-）
- TM：高木冬夫（第8回-）
- カメラ：海野太郎
- 音声：芦田沙織
- 照明：上北直
- ロケ技術：NiTRo（第6-8回は技術協力）、読売映像、525Productions
- 美術：高津光一郎（第3回-）
- 美術協力：日テレアート（第3-8回は照明協力も）
- 編集：生田目隼（第6回-、スタジオヴェルト）
- MA：村松勝弘（第2回-、スタジオヴェルト）
- 音効：島野高一（第1回-）
- CG：キャニットG（第9回-）
- 海外協力：NTVIC、NTVヨーロッパ、賀柵
- ロケ協力：タカハシレーシング
- リサーチ：鈴木知子、小堀裕也
- 外報リサーチ：樺山智美（第6回-、第5回は映像リサーチ）
- スタイリスト：御法川靖子（第3回-）
- 広報：永井晶子
- デスク：松本陽子（第9回-）
- AD：柴田幸一（第7回-）、橋田崇史、竹田卓将、林玎芸
- FD：伊澤洋介、湯澤晃、磯崎泰久
- AP：浅井康宏（第6回-）、佐藤陽代
- ディレクター：市川大作（第2回-）、山浦克洋、日向健（日向→第8回-）、豊田望、鈴木真人
- 演出：中村篤（第4回-、第1-3回はプロデューサー）、吉原利一（第4回、第2,3回は総合演出）、前田展宏
- プロデューサー：大島典子（第6回-）、佐藤英
- チーフプロデューサー：谷原和憲
- 制作協力：フォーナイン（第1回-）、読売映像
- 製作著作：日テレ

### 過去のスタッフ
- 構成：藤原忠邑、伊藤忠司（共に第1回）、内田裕士、野口悠介（共に第2回）、福住敬（第2,3回）、加藤祐作（共に第2-5回）、白川ゆうじ（共に第2-7回）、吉橋広宣（第4,5回）
- リサーチ：宮内智弘（第4回）、高橋勝喜（第4,5回）、羽柴千晶、犬山智香子（共に第5-7回）、高野雄宇（第6回）、明田有紀子、高木洋志（共に第6,7回）、Degna（第8,9回）
- TM：原泰造（第1回）、勝見明久（第2,3回）、伊東俊哉（第4-7回）
- SW：村松明（第2,6,7回）、江村多加司（第3回）、三井隆裕（第4回）、米田博之（第5,8回）
- CAM：落合弘祐（第1回）、渡辺滋雄（第2回）、安藤康一（第3回、第1回はSW）、榎本丈之（第4回）、佐藤裕司（第5回）、山田祐一（第6-8回）、上中秀雄（第9回）
- 音声：山口考志（第1回）、中山貴晴（第2回）、鈴木佳一（第3回）、大島康彦（第4-6回）、今野健（第7,8回）、野上祐介（第9回）
- 調整：山口直樹（第1回）、各務裕之（第2回）、島村隆弘（第3回）、矢田部昭（第4,7回）、八木一夫（第5回）、笈川太（第6回）、斎藤孝行（第8回）
- 照明：小川勉（第1,2回）、中瀬有紀（第3回）、高星武志（第4,5回）、谷田部恵美（第6回）、関仁（第7回）、下平好実（第8回）、吉澤正隆（第9回）
- ロケ技術：権四郎（第9回）
- 美術：鈴木喜勝（第1,2回）
- デザイン：卜部亜喜（第1回）、道勧英樹（第2-8回）
- EED：宮原明男（第1回）、安井純治（第2,4回）、若宮慎也（第3,5回）
- MA：水落洋一郎（第1回）
- TK：立石聖美（第1回）、井崎綾子（第2-8回）
- 広報：柳沢典子（第1-3回）、笹木奈緒美（第4,5回）、立柗典子（第6-9回）
- 調査：向笠啓祐（第6-8回）
- デスク：鈴木美江子（第1回）、西山桐子（第2-4回）、瀧嵜いずみ（第5-8回）
- スタイリスト：PLANY A.O（第9回）
- メイク：村上静子（第1回）
- CG：青木伸治（第1-3回）、山北憲明（第4回）、守田剛（第5回）、近藤一真（第6回）、大島初彦（第7,8回）
- 通訳：大橋美加（第3回）、Keika Seo Gomes Pinto、川島さやか（共に第4回）、岩野莉（第5回）、浅井敦子（第6,7回）、宋看看（第8,9回）
- 技術協力：NTV映像センター（第1-5回）、オムニバス・ジャパン（第1回）
- FM：氣加澤宏隆（第2-8回）
- AP：小川容子（第1回）、渡辺一裕（第2回、第1回はディレクター）、山口周子（第2-4回）、田子和憲（第4回）
- AD：横山敦士、川上修（共に第1回）、斉藤浩（第3回）、竹脇浩徳（第4,5回）、今成準（第5回）、伊藤亜季、小早川淳（共に第6,7回）、山脇由紀子（第8回）、坂本太夫、安達憲治（共に第9回）
- ディレクター：大貫英俊、青木かおる、高野透矢、須藤拓也、鈴木真知子、奥山豊、堀江一成（共に第1回）、井上陽史（第1-6回）、市来忠紀（第2回）、井上光紀（第2,7-9回）、青柳剛（第2,3回）、横伝輝信（第2-4回）、入舩晃（第2,4回）、深代琢也（第2-5,7-9回）、福井宏（第4,5回）、蜂谷菜穂（第5回、第2回はAD、第3回はAP）、谷知明（第5,6回）、川端基浩（第6回）、高橋淳（第6,7回）
- 演出：星利也（第5-9回、第1回はディレクター、第3,4回はプロデューサー）
- 総合演出：橋本元康（第1回）
- プロデューサー：須沼望（第1-5回）、北尾泰博（第1-7回）、湯元敏浩、相川弘隆（共に第1回）、岡田泰三（第2,3回）、小林景一（第4-9回）、千葉知紀（第7回）、加宮貴博（第9回）、田口智康（第9回、第6-8回はAP）
- チーフプロデューサー：笹尾敬子（第1-3回）、智片健二（第4-7回）、後藤東（第8,9回）
- 制作協力：いまじん、ホールマン（共に第1回）、TVBOX（第1-9回）、TV STATION（第2,3回）